# La Quinta
La Quinta – miasto w Stanach Zjednoczonych, w stanie Kalifornia, w hrabstwie Riverside. Według spisu ludności przeprowadzonego przez United States Census Bureau w roku 2010, w La Quinta mieszka 37 467 mieszkańców.